# كينيث أندرسون
كينيث أندرسون (بالسويدية: Kennet Andersson) مواليد 6 أكتوبر 1967 في إسكيلستونا، هو لاعب كرة قدم سويدي سابق كان يلعب كمهاجم. سبق له أن لعب في كأس العالم لكرة القدم مع منتخب بلاده. لعب خلال مسيرته 488 مباراة سجل خلالها 163 هدفاً.

## مرحلة الشباب

### أندية لعب لها
- نادي إسكيلستونا

## المسيرة الاحترافية

### أندية لعب لها
- نادي إسكيلستونا
- نادي غوتبورغ
- كيه في ميخيلين
- نادي ليل
- نادي كاين
- نادي باري
- نادي بولونيا
- نادي لاتسيو
- نادي فنربخشة

## روابط خارجية
- كينيث أندرسون على موقع الاتحاد الدولي (مؤرشف)  (الإنجليزية)
- كينيث أندرسون على موقع الاتحاد الأوربي (الإنجليزية)
- كينيث أندرسون على موقع اتحاد السويد (السويدية)
- كينيث أندرسون على موقع اتحاد تركيا (لاعب) (الإنجليزية)
- كينيث أندرسون على موقع قاعدة بيانات كرة القدم.إي يو (الإنجليزية)
- كينيث أندرسون على موقع ناشيونال فوتبول تيمز (الإنجليزية)
- كينيث أندرسون على موقع Soccerway.com (الإنجليزية)
- كينيث أندرسون على موقع عالم كرة القدم.نت (الإنجليزية)